# Yoshihiro Hamaguchi
Yoshihiro Hamaguchi (n. 23 iunie 1926, Takamatsu, Japonia – d. 10 august 2011, Tokyo⁠(d), Tōkyō, Japonia) a fost un actor ce a reprezentat Japonia, medaliat olimpic. A participat la o ediție a Jocurilor Olimpice (1952) în care a câștigat o medalie de argint.

## Participări
Lista de mai jos prezintă principalele competiții la care a participat Yoshihiro Hamaguchi de-a lungul carierei.
- swimming at the 1952 Summer Olympics – men's 4 × 200 metre freestyle relay[*]